# Donna Fraser
Donna Fraser (ur. 7 listopada 1972) – brytyjska lekkoatletka, sprinterka, trzykrotna olimpijka (1996-2004).
Specjalizowała się w biegu na 400 metrów, na nim osiągając najlepsze wyniki w występach indywidualnych:
- brązowy medal Igrzysk Wspólnoty Narodów (Kuala Lumpur 1998)
- 4. miejsce podczas Igrzysk Olimpijskich (Sydney 2000)

Duże sukcesy odnosiła też razem z brytyjską sztafetą 4 x 400 metrów:
- brązowy medal na Mistrzostwach Europy w Lekkoatletyce (Budapeszt 1998)
- brąz Halowych Mistrzostw Europy (Madryt 2005)
- brąz Mistrzostw Świata w Lekkoatletyce 2005 (Helsinki 2005)
- brąz Mistrzostw Świata w Lekkoatletyce (Osaka 2007) – biegła tylko w eliminacjach

## Rekordy życiowe
- bieg na 300 m – 35,71 (2000)
- bieg na 400 m – 49,79 (2000)
- bieg na 200 m (hala) – 22,96 (1997)